# Franz Josef Och
Franz Josef Och (né le 2 novembre 1971 à Ebermannstadt) est un informaticien allemand. Il travaille comme chercheur scientifique de haut niveau et a dirigé la traduction automatique du moteur de recherche Google. En 2018, Och rejoint Facebook à Menlo Park, Californie.

## Biographie
Franz Josef Och étudie l'informatique à l’Université d'Erlangen-Nuremberg (FAU), en Allemagne, dans lequel il obtient un diplôme d'ingénieur en 1998. En 2002, il obtient son doctorat en informatique à l’université technique de Rhénanie-Westphalie à Aix-la-Chapelle (RWTH), en Allemagne. La même année, il s’installe aux États-Unis.
De 2002 à 2004, il travaille comme chercheur à l’Institut des sciences de l'information (en) de l’Université de Californie du Sud (USC). Ses activités de recherche concernent la traduction automatique statistique, le traitement du langage naturel et l'apprentissage de la machine, sujets sur lesquels il a coécrit plus de 50 articles scientifiques. Il a élaboré plusieurs logiciels open source liés au traitement statistique du langage naturel et est le maitre d’œuvre de Google Traduction.
Outre l'allemand, il parle l'anglais et un peu l'italien.